# Jan Baalsrud
Jan Baalsrud (Oslo, Noruega, 13 de diciembre de 1917 - Kongsvinger, Noruega, 30 de diciembre de 1988), fue un comandante de la Resistencia noruega que recibió entrenamiento militar en el Ejército británico para luchar contra los ocupantes alemanes de su país durante la Segunda Guerra Mundial.

## Vida civil
Jan Baalsrud nació en Oslo, ciudad entonces llamada Kristiania. Se trasladó posteriormente a Kolbotn donde residió entre los años 1930 y los años 1950.

## Segunda Guerra Mundial
Baalsrud llegó al Reino Unido en 1941, donde se integró en la Compañía Linge, formada por noruegos que combatían junto con los Aliados. En 1943, se le encargó, junto con un numeroso grupo de comandos, una peligrosa misión, consistente en destruir una torre de control del tráfico aéreo de la Luftwaffe, a la vez que se le encargaba que reclutase a nuevos miembros para el movimiento de Resistencia noruego. La misión se vio comprometida cuando él y sus compañeros, buscando un contacto de confianza con la Resistencia, por casualidad entraron en contacto con un civil que los traicionó a los ocupantes nazis de Noruega.
A la mañana siguiente de haber cometido el error, su barco, el "Brattholm" (que contenía las 8 toneladas de explosivos necesarios para destruir la torre de control de tráfico aéreo), fue atacado por un navío alemán. Los noruegos hundieron su barco haciendo explotar su carga, y escaparon en un pequeño barco. El barco fue sin embargo hundido por los alemanes, y Jan y algunos otros soldados sobrevivientes huyeron.
Jan y los otros nadaron hacia tierra en las gélidas aguas del océano Ártico. Jan fue el único de los soldados que logró escapar del ataque alemán y, a pesar de que se hallaba empapando y había perdido uno de sus zapatos, escapó a través de un barranco y disparó con su pistola, matando al oficial jefe del grupo alemán. Logró escapar a su captura durante aproximadamente dos meses, durante los que sufrió congelación y ceguera causada por la nieve. Su condición física que se deterioraba le obligó a confiar en la ayuda de los patriotas noruegos. Durante este tiempo estaba en una choza de madera, a la que irónicamente denominaba Hotel Savoy.
No mucho después de aquello Jan fue dejado en una meseta de las alturas de Noruega en la nieve durante dieciocho días, con lo que su supervivencia se debió tan sólo a su fuerza de voluntad, en este tiempo, Jan se vio obligado a amputarse nueve dedos de los pies para frenar la extensión de la gangrena que sufría.
Posteriormente, gracias a los esfuerzos heroicos de sus compañeros noruegos, Jan fue transportado hasta la frontera con Finlandia, donde fue confiado a los cuidados de los samis, quienes lo transportaron en trineo a través de Finlandia hasta alcanzar Suecia, que era neutral en la guerra y donde por fin podía considerarse a salvo. En Saarikoski, en el norte de Suecia, fue recogido por un hidroavión de la Cruz Roja y trasladado a Boden.
Tras pasar siete meses en un hospital sueco en Boden, voló al Reino Unido en un avión Mosquito de la Royal Air Force, tras lo cual fue enviado a Escocia para ayudar a entrenar a otros compatriotas noruegos que regresaban a Noruega para seguir la lucha contra los alemanes.
Sobre estos hechos se escribió un libro, "Nosotros Morimos Solos", de David Howarth, y se realizaron dos películas, "Nine Lives" (la que fuera nominada para mejor película extranjera en 1957) y "El Duodécimo Hombre" (2017).

## Posguerra
Tras la guerra, Baalsrud hizo contribuciones sustanciales al escultismo local y a asociaciones de fútbol, además de unirse a la Unión de Veteranos Minusválidos, asociación de la que fue presidente desde 1957 hasta 1964. En 1962 se trasladó a vivir a Tenerife (España), regresando a Noruega en los últimos años de su vida. Sus cenizas están enterradas en Manndalen, cerca de la tumba de Aslak Fossvoll y otros cuyos esfuerzos hicieron posible su exitosa fuga a Suecia.

## Homenajes
En su honor se celebra cada mes de julio en Troms una marcha anual, en la que los participantes siguen su camino para la fuga durante nueve días. Un prado en Oppegård es denominado Baalsrud plass en su honor.